# 도치기현 제4구
도치기현 제4구(일본어: 栃木県第4区)는 일본의 중의원 선거구이다. 1994년 일본 공직선거법이 개정되면서 신설되었다.

## 지역
- 오야마시
- 모카시
- 시모쓰케시 (구 이시바시 정·고쿠분 정 일대)
- 도치기시 (구 오히라 정·후지오카 정·츠가 정·이와후네 정 일대)
- 하가군
- 시모쓰가군

## 역대 국회의원
- 사토 쓰토무 (소속 정당: 자유민주당, 임기: 1996년 ~ 2009년)
- 야마오카 겐지 (소속 정당: 민주당, 임기: 2009년 ~ 2012년)
- 사토 쓰토무 (소속 정당: 자유민주당, 임기: 2012년 ~ 현재)